# ネームシップ
ネームシップ（英: name ship）とは、複数建造された同じ型式の艦船のうちで最初に建造された艦船のこと。
主に日本で用いられる用語で、英語圏ではリードシップ（lead ship）、もしくはクラスリーダー（class leader）と呼ばれることが一般的である。

## 概要
軍民官問わず艦船は編成や戦術、量産効果などを考慮して複数建造されることが一般的だが、同じ型式の中で最初に建造された艦船をネームシップという。実質的にネームシップは一番艦、一番船、一番艇と称する艦船と一致する。それら同じ型式の艦船をひとまとめとして呼称する際にネームシップの艦船名をとって「○○型」や「○○級」と呼称するのを、艦級や船級（ship class）という。
たとえば、大和型戦艦は大和と武蔵の2隻が建造されたが、そのうち最初に建造された大和の名前をとって「大和型」と称する。
ただし、この「最初」が指すものが、「最初に起工した艦船」なのか、「最初に進水した艦船」なのか、「最初に竣工ないし就役した艦船」なのかは、場合によって扱いが異なっており、一概に定義できない。原則としては一番艦の名称と艦級名は一致するが、予定された一番艦の建造スケジュールが遅れる等の理由で、一致しない場合もある。また、前記の理由からどの艦船を実際にネームシップとして扱うかに差が生じ、艦級名に違いが生じる場合がある。その他、本国以外の国が艦級名を定める場合、情報不足や誤解からネームシップを取り違えて実際には一番艦ではない艦船を選んで艦級名を名付けてしまう場合がある。
また、同じ型式の艦船を量産していく際に設計が変更されたりすることがあり、ある艦級を途中から別の艦級と呼ぶことがある。たとえば、秋月型駆逐艦は八番艦の冬月以降を「冬月型」と呼ぶことがある。
また、1番艦が撃沈され、2番艦が生存していた場合その2番艦がネームシップになることがある。例えば陽炎型駆逐艦では、1番艦の陽炎の沈没後、2番艦の不知火が1番艦となり書類上では、不知火型駆逐艦と改定されたことがある。